# Műugrás az 1960. évi nyári olimpiai játékokon
Az 1960. évi nyári olimpiai játékokon a műugrásban négy bajnokot avattak, két férfi és két női számban.

## Éremtáblázat
(A táblázatokban a rendező ország csapata eltérő háttérszínnel, az egyes számoszlopok legmagasabb értéke, vagy értékei vastagítással kiemelve.)
| Az 1960. évi nyári olimpiai játékok éremtáblázata műugrásban | Az 1960. évi nyári olimpiai játékok éremtáblázata műugrásban | Az 1960. évi nyári olimpiai játékok éremtáblázata műugrásban | Az 1960. évi nyári olimpiai játékok éremtáblázata műugrásban | Az 1960. évi nyári olimpiai játékok éremtáblázata műugrásban | Olimpia  |
| ------------------------------------------------------------ | ------------------------------------------------------------ | ------------------------------------------------------------ | ------------------------------------------------------------ | ------------------------------------------------------------ | -------- |
|                                                              | Ország                                                       | Arany                                                        | Ezüst                                                        | Bronz                                                        | Összesen |
| 1.                                                           | Egyesült Államok (USA)                                       | 2                                                            | 4                                                            | 0                                                            | 6        |
| 2.                                                           | Egyesült Német Csapat (EUA)                                  | 2                                                            | 0                                                            | 0                                                            | 2        |
|                                                              |                                                              |                                                              |                                                              |                                                              |          |
| 3.                                                           | Nagy-Britannia (GBR)                                         | 0                                                            | 0                                                            | 2                                                            | 2        |
| 4.                                                           | Mexikó (MEX)                                                 | 0                                                            | 0                                                            | 1                                                            | 1        |
| 4.                                                           | Szovjetunió (URS)                                            | 0                                                            | 0                                                            | 1                                                            | 1        |
|                                                              |                                                              |                                                              |                                                              |                                                              |          |
| Összesen                                                     | Összesen                                                     | 4                                                            | 4                                                            | 4                                                            | 12       |

## Érmesek

### Férfi számok
| Az 1960. évi nyári olimpiai játékok érmesei férfi műugrásban |                                         |                                      |                                     |
| Versenyszám                                                  | Arany                                   | Ezüst                                | Bronz                               |
| Műugrás                                                      | Gary Tobian · Egyesült Államok (USA)    | Samuel Hall · Egyesült Államok (USA) | Juan Botella · Mexikó (MEX)         |
| Toronyugrás                                                  | Robert Webster · Egyesült Államok (USA) | Gary Tobian · Egyesült Államok (USA) | Brian Phelps · Nagy-Britannia (GBR) |

### Női számok
| Az 1960. évi nyári olimpiai játékok érmesei női műugrásban |                                             |                                                |                                         |
| Versenyszám                                                | Arany                                       | Ezüst                                          | Bronz                                   |
| Műugrás                                                    | Ingrid Krämer · Egyesült Német Csapat (EUA) | Paula Jean Myers-Pope · Egyesült Államok (USA) | Elizabeth Ferris · Nagy-Britannia (GBR) |
| Toronyugrás                                                | Ingrid Krämer · Egyesült Német Csapat (EUA) | Paula Jean Myers-Pope · Egyesült Államok (USA) | Nyinel Krutova · Szovjetunió (URS)      |